# Велика енциклопедія транспорту
Велика енциклопедія транспорту в 8 томах (рос. Большая энциклопедия транспорта в 8 томах) — довідкове видання, восьмитомна енциклопедія російською мовою, присвячена загальним галузевим питанням, технічним характеристикам транспорту та його історії. Включає термінологію з області транспортного та дорожнього будівництва, відомості про стан та основні напрямки розвитку транспортної галузі. Призначена для працівників індустрії транспорту, викладачів зі студентами (й аспірантів) транспортних вишів; для учнів спеціалізованих навчальних закладів; для широкого кола читачів інженерно-технічного профілю, працівників транспорту.

## Опис
- Том 1 — «Загальні питання» (рос. Общие вопросы). Де наведено історичні відомості, стан та основні напрямки розвитку транспортної галузі. Викладено термінологію з області транспортного та дорожнього будівництва.
- Том 2 — «Авіація» (рос. Авиационный транспорт). Де розглянута розробка, проектування, виробництво та випробування пасажирських і транспортних літаків, вертольотів і авіакосмічних систем. Наведено характеристики та особливості конструкції повітряних суден, різні аспекти експлуатації авіаційного транспорту (безпека, надійність, екологія, економіка, аеродроми, повітряні траси). Історія авіабудування і повітряного транспорту, авіаційних наук та підготовки працівників авіації.
- Том 3 — «Автомобільний транспорт»
- Том 4 — «Залізниця» (рос. Железнодорожный транспорт). Де викладена історія становлення та розвитку залізниць, створення технічних засобів, організації роботи, управління та соціальної сфери. Наведено відомості про залізниці, транспортні коридори, міжнародні залізничні організації. Містить більш як 700 малюнків, графіків, схем залізниць, бібліографію до основних розділів.
- Том 5 — «Морський транспорт» (рос. Морской транспорт). Де викладені розробки, проектування, виробництва та випробувань морських суден і прибережних споруд, характеристики та особливості конструкції суден. Наведено аспекти експлуатації морського транспорту; його безпека, надійність, екологія, економіка.
- Том 6 — «Річковий транспорт» (рос. Речной транспорт).
- Том 7 — «Космонавтика»
- Том 8 — «Автомобілі»

## Галерея

Обкладинка 2-го тому
Обкладинка 4-го тому
Обкладинка 5-го тому
Обкладинка 6-го тому